# Sabbat (christendom)
In bepaalde stromingen van het christendom is de sabbat de religieuze rustdag naar het voorbeeld van de sjabbat (Hebreeuws: שַׁבָּת, šabbāth, "dag van rust", "dag van ophouden") in het jodendom, een verplicht gebruik dat wordt beschreven in de Tien geboden (Exodus 20:8-11). De sjabbat werd als heilig beschouwd, een verwijzing naar het verhaal over de schepping: "God zegende de zevende dag en heiligde die, want op die dag rustte Hij van heel zijn scheppingswerk" (Genesis 2:2-3).

## Sabbat in het vroege christendom
In het jodendom was de sjabbat de tijdsperiode vanaf vrijdagavond zonsondergang tot zaterdagavond zonsondergang. In het vroegchristelijk jodendom bleef dit enige tijd gehandhaafd en uit Handelingen 20:7 blijkt dat de bijeenkomsten in het vroege christendom plaatsvonden op zaterdagavond, de 'eerste dag': "tot midden in de nacht". De consensus is dat deze verschuiving naar de eerste dag van de week, zondag voor de heidenen, gebeurde omdat Jezus op een zondag was opgestaan uit de doden en de uitstorting van de Heilige Geest op Pinksteren ook op een zondag plaatsvond.
Vanaf 321 n.Chr. was de zondag als rustdag verplicht door een edict van keizer Constantijn de Grote, waardoor de meeste christenen alleen de zondagsheiliging handhaafden en niet meer de sabbat op zaterdag. Kerkvader Eusebius, die rond 314 n.Chr. bisschop van Caesarea werd, zei dat voor christenen "de sabbat is overgeheveld naar de zondag".

## De zaterdag als sabbat
Sommige christenen, voornamelijk de zevendedagsadventisten en de zevendedagsbaptisten, maar ook de zogeheten messiasbelijders en een toenemend aantal andere vrije evangelische gemeenten, houden, net als de joden, de zaterdag als de sabbat. De sabbat in de Ethiopisch-Orthodoxe Tewahedo Kerk strekt zich uit tot zowel de zaterdag als de zondag.
Christenen die nog steeds sabbat houden, baseren zich hiervoor op bepaalde teksten in het Nieuwe Testament:
- Volgens Marcus 2:28 en Matteüs 12:8 zei Jezus: "dus is de Mensenzoon ook heer over de sabbat". Dit zou volgens hen een indicatie zijn dat het houden van de sabbat essentieel is voor het volgen van Jezus Christus. Met andere woorden, omdat hij op de zevende dag sabbat hield, is dit de ware 'dag van de Heer' volgens de zevendedagsadventisten.
- Verder zien zij een aanwijzing in Jezus' voorspelling dat Jeruzalem zou worden verwoest: "Bid dat jullie niet in de winter zullen moeten vluchten en ook niet op sabbat" (Matteüs 24:20). Zevendedagsadventisten geloven dat dit inhoudt dat Jezus verwacht dat de sabbat ook na zijn dood zou worden gehouden.
- Lucas 23:56 zegt over de dag nadat het lichaam van Jezus werd gebalsemd: "Op sabbat namen ze de voorgeschreven rust in acht."
- Ook Hebreeën 4:9 wordt als argument aangevoerd: "Er wacht het volk van God dus nog steeds een sabbatsrust". Dit wordt zo begrepen dat de joodse sjabbat ook voor christenen de heilige dag zou blijven. Het houden van de sabbat wordt gezien als een blijvende plicht zoals in het vierde gebod wordt voorgeschreven.

## De zondag als rustdag
De invoering van de zondag als rustdag binnen het Romeinse Rijk vond plaats op basis van een edict in 321 n.Chr. van de Romeinse keizer Constantijn de Grote. Hierdoor kreeg de zondag meer de functie van maatschappelijke rustdag zoals de sjabbat uit het jodendom.
Hoewel de sabbatdag nog altijd een belangrijke rol speelt in de christelijke week, wordt het woord sabbat nagenoeg niet meer gebruikt, eigenlijk alleen nog in Bijbelcitaten en onder christelijke sabbatvierders. In plaats daarvan spreekt men over de zondag, zondagsdiensten, zondagsrust, enzovoort. In een aantal talen met hun namen voor de week is de naam voor zaterdag nog herkenbaar als afgeleide van sabbat of sjabbat.